# 100% (dal)
A 100% Mariah Carey amerikai énekesnő dala. Eredetileg a Precious című filmhez készült és a filmzenealbum első kislemeze lett volna, végül azonban nem került be a filmbe, és a 2010-es téli olimpia tiszteletére megjelent AT&T Team USA Soundtrack albumra került fel. A dal február 12. és március 1. közti megvásárlásával az amerikai olimpiai csapatot támogatják a vevők. A dal csak az Egyesült Államokban és Kanadában jelent meg. Az első héten 17 713-an töltötték le.
A Precious filmben a 100% helyett Mary J. Blige I Can See in Colour című dala hangzik el. A dal felkerült volna Carey Angels Advocate című remixalbumára, ami végül kiadatlan maradt.
Mikor Carey előadta a dalt az Air Canada Centre-ben, az Angels Advocate turné kanadai ágán, bejelentette, hogy a dalt ki fogja adni a téli olimpia alkalmából. „Megtiszteltetés, hogy részt vehetek az amerikai csapat támogatásában azzal, hogy szerepelek az albumon. A téli olimpiai játékok megismételhetetlen pillanatokat adnak az egész világnak. Lenyűgöző nézni, ahogy ezek az elsőrangú sportolók versengenek egymással és mindent beleadnak, hogy új rekordokat érjenek el. Ezzel reményt és inspirációt nyújtanak mindenkinek, mi pedig művészként a zenénkkel akarunk bátorítani másokat.”

## Videóklip
Mariah 2010. február 9-én rögzítette a dalhoz a videóklipet, turnéja során, a torontói fellépésen. Megkérte a közönséget, hogy maradjanak a koncert után és segítsenek a klip felvételében. A klipet egy korábbi dala, a Hero klipje ihlette, amely szintén koncertfelvétel. a klipet február 20-án mutatták be az NBC olimpiai közvetítésének részeként.

## Helyezések
| Slágerlista (2010)                            | Legmagasabb helyezés |
| --------------------------------------------- | -------------------- |
| USA Billboard Hot 100 Digital (Digital Songs) | 197                  |